# Manchuria Opium Squad
Manchuria Opium Squad (満州アヘンスクワッド, Manshū Ahen Sukuwaddo) est un seinen manga écrit par Tsukasa Monma et dessiné par Shikako. Il est prépublié à partir du 9 avril 2020 sur la plateforme Comic Days puis dans le magazine Weekly Young Magazine depuis le 18 septembre 2021. Il est ensuite publié en volumes reliés par l'éditeur japonais Kōdansha, et compte 15 volumes. La version française est éditée par Vega-Dupuis depuis janvier 2022.
C'est un manga sur fond historique se passant en 1935 dans une Mandchourie occupée par le japon avec comme trame le contrôle de l'opium.

## Synopsis
En 1935, Isamu Higata, jeune agriculteur japonais en Manchourie, voit son quotidien bouleversé lorsque la peste finit par toucher sa mère. Pour gagner l'argent nécessaire à son traitement, il se lance dans la culture du pavot et réussit à purifier de l'opium. Mais ce faisant, il tombe dans le monde des mafias.

## Personnages
Isamu Higata (日方 勇, Higata Isamu)
C'est un ancien soldat de l'armée japonaise du Guandong. Il est membre de l'armée volontaire agricole de Mandchourie pour nourrir l'armée impériale japonaise. Il est blessé à l'œil lors d'une opération militaire, il perd partiellement la vue mais son odorat s'accentue.
Lihua (麗華, Rīfa)
Jeune fille chinoise. Vendeuse d'opium. Fille de l'un des dirigeants de la société secrète chinoise Qing Bang.
Rin (リン, Rin)
Une vendeuse d'opium japonais. Elle est vendue par ses parents pour se nourrir après l'échec des affaires de son père qui s'est retrouvé endetté.

## Manga
Le premier chapitre de Manchuria Opium Squad est publié le 9 avril 2019 sur la plateforme Comic Days. Le dernier chapitre est publié sur la plateforme le 9 septembre 2021 avant d'être transféré dans le Weekly Young Magazine le 18 septembre 2021. Depuis, la série est éditée sous forme de volumes reliés par Kōdansha et compte 8 tomes en avril 2022. La version française est publiée par Vega-Dupuis à partir du 7 janvier 2022.

### Liste des volumes
| no | Japonais        | Japonais          | Français         | Français          |
| no | Date de sortie  | ISBN              | Date de sortie   | ISBN              |
| --- | --------------- | ----------------- | ---------------- | ----------------- |
| 1 | 11 août 2020    | 978-4-06-520467-2 | 7 janvier 2022   | 978-2-37-950163-0 |
| Liste des chapitres : - Chapitre 1 : L'homme de Mandchourie (満州の男, Manshū no otoko) - Chapitre 2 : La femme de la Qing Bang (青幇の女, Chin han no on'na) - Chapitre 3 : Devenir rois (王になる, Ō ni naru) - Chapitre 4 : La résolution d'un frère (兄の覚悟, Ani no kakugo) - Chapitre 5 : Clientèle (顧客, Kokyaku) - Chapitre 6 : La décision d'Isamu (勇の選択, Isamu no sentaku) |                 |                   |                  |                   |
| 2 | 4 juin 2020     | 978-4-08-882330-0 | 19 novembre 2021 | 978-2-50-511013-2 |
| Liste des chapitres : - Chapitre 7 : La petite marchande (変わる私は好きですか?, Kawaru Watashi wa Suki Desu ka?) - Chapitre 8 : Pour ma famille (我々は否定する, Wareware wa Hitei Suru) - Chapitre 9 : L'assassin (これが私の着たい服, Kore ga Watashi no Kosuchūmu) - Chapitre 10 : Sous de nouveaux cieux (新天地, Shintenchi) - Chapitre 11 : Les gardiens (番人, Ban'nin) - Chapitre 12 : Cadeaux (贈り物, Okurimono) - Chapitre 13 : Le convoi (密輸, Mitsuyu) - Chapitre 14 : Une fine équipe (仲間, Nakama) - Chapitre 15 : La Diva (歌姫, Utahime) - Chapitre 16 : L'oiseau dans sa cage (籠の中の鳥, Kago no naka no tori) |                 |                   |                  |                   |
| 3 | 10 février 2021 | 978-4-06-522292-8 | 27 mai 2022      | 978-2-37-950165-4 |
| Liste des chapitres : - Chapitre 17 : 代役 (Daiyaku) - Chapitre 18 : ヒロイン (Hiroin) - Chapitre 19 : 快楽 (Kairaku) - Chapitre 20 : 犠牲 (Gisei) - Chapitre 21 : 中毒者 (Chūdoku-sha) - Chapitre 22 : 人間の本質 (Ningen no honshitsu) - Chapitre 23 : 火の車 (Hinokuruma) - Chapitre 24 : 決死の取引 (Kesshi no torihiki) - Chapitre 25 : 囮 (Otori) - Chapitre 26 : プロパガンダ (Puropaganda) |                 |                   |                  |                   |
| 4 | 12 mai 2021     | 978-4-06-523340-5 | 1er juillet 2022 | 978-2-37-950166-1 |
| Liste des chapitres : - Chapitre 27 : 阿片王 (Ahen-ō) - Chapitre 28 : それぞれの道 (Sorezore no michi) - Chapitre 29 : 逃がし屋 (Nigashi-ya) - Chapitre 30 : 次なる地 (Tsuginaru ji) - Chapitre 31 : 犬の生き様 (Inu no ikizama) - Chapitre 32 : 火種 (Hidane) - Chapitre 33 : プロの逃げ足 (Puro no nigeashi) - Chapitre 34 : 大観園 (Taikan-en) - Chapitre 35 : 地獄の楽園 (Jigoku no rakuen) |                 |                   |                  |                   |
| 5 | 11 août 2021    | 978-4-06-524339-8 | 9 septembre 2022 | 978-2-37-950167-8 |
| Liste des chapitres : - Chapitre 36 : 拉致 (Rachi) - Chapitre 37 : 皇帝 (Kōtei) - Chapitre 38 : 競売 (Keibai) - Chapitre 39 : 救出作戦 (Kyūshutsu sakusen) - Chapitre 40 : 囚われの身 (Torawarenomi) - Chapitre 41 : 黒幕 (Kuromaku) - Chapitre 42 : 皇帝の素顔 (Kōtei no sugao) - Chapitre 43 : 取引 (Torihiki) - Chapitre 44 : 脱出 (Dasshutsu) |                 |                   |                  |                   |
| 6 | 5 novembre 2021 | 978-4-06-525875-0 |                  |                   |
| Liste des chapitres : - Chapitre 45 : 負傷 (Fushō) - Chapitre 46 : 助っ人 (Suketto) - Chapitre 47 : 復讐の連鎖 (Fukushū no rensa) - Chapitre 48 : 脱出 (Dasshutsu) - Chapitre 49 : 闇医者の正体 (Yami isha no shōtai) - Chapitre 50 : 作戦会議 (Sakusen kaigi) - Chapitre 51 : 皇帝の力 (Kōtei no chikara) - Chapitre 52 : 餞別 (Senbetsu) - Chapitre 53 : 襲撃 (Shūgeki) |                 |                   |                  |                   |
| 7 | 4 février 2022  | 978-4-06-526827-8 |                  |                   |
| Liste des chapitres : - Chapitre 54 : 悪魔再来 (Akuma sairai) - Chapitre 55 : 悲しみの銃弾 (Kanashimi no jūdan) - Chapitre 56 : 夢 (Yume) - Chapitre 57 : 現実と信念 (Genjitsu to shin'nen) - Chapitre 58 : 新拠点 (Shin kyoten) - Chapitre 59 : 満州旗人 (Manshū hatajin) - Chapitre 60 : 俥引きの旗人 (Biki no hatajin) - Chapitre 61 : 引き金の破片 (Hikigane no hahen) - Chapitre 62 : 初期投資 (Shoki tōshi) |                 |                   |                  |                   |
| 8 | 6 avril 2022    | 978-4-06-527477-4 |                  |                   |
| Liste des chapitres : - Chapitre 63 : 肉薄の追求 (Nikuhaku no tsuikyū) - Chapitre 64 : 漢人からの礼品 (Kando kara no rei-hin) - Chapitre 65 : 陥落 (Kanraku) - Chapitre 66 : 饅頭 (Manjū) - Chapitre 67 : 潜入 (Senryū) - Chapitre 68 : 模倣品 (Mohōhin) - Chapitre 69 : 没収 (Bosshū) - Chapitre 70 : 裏切り者 (Uragirimono) - Chapitre 71 : 旗人の饗宴 (Hata hito no kyōen) - Chapitre 72 : 支え (Sasae) |                 |                   |                  |                   |
| 9 | 6 juin 2022     | 978-4-06-528107-9 |                  |                   |
| Liste des chapitres : - Chapitre 73 : 急襲 (Kyūshū) - Chapitre 74 : 囚われ (Toraware) - Chapitre 75 : スカベンジャーの娘 (Sukabenjā no musume) - Chapitre 76 : ノーマン・バーチ (Nōman bāchi) - Chapitre 77 : 闇医者の誕生 (Yami isha no tanjō) - Chapitre 78 : 地獄の拷問 (Jigoku no gōmon) - Chapitre 79 : 薬瓶 (Kusuribin) - Chapitre 80 : 脱出の覚悟 (Dasshutsu no kakugo) - Chapitre 81 : 瓦解 (Gakai) - Chapitre 82 : 始末 (Shimatsu) |                 |                   |                  |                   |
| — |                 |                   |                  |                   |
| Liste des chapitres : - Chapitre 83 : 一歩も退くな (Ippo mo shirizokuna) - Chapitre 84 : 封鎖 (Fūsa) - Chapitre 85 : 検問 (Kenmon) - Chapitre 86 : 最悪のタイミング (Saiaku no taimingu) - Chapitre 87 : 再会 (Saikai) - Chapitre 88 : 銃撃戦 (Jūgeki-sen) - Chapitre 89 : カー・チェイス (Kā cheisu) - Chapitre 90 : 突破口 (Toppakō) - Chapitre 91 : 巨体の守護者 (Kyotai no gādian) - Chapitre 92 : 跳躍 (Chōyaku) - Chapitre 93 : 来訪者 (Raihō-sha) - Chapitre 94 : 旗人の誇り (Hata hito no hokori) - Chapitre 95 : 嵐の後に (Arashi no nochi ni) - Chapitre 96 : 旅支度 (Tabi shitaku) - Chapitre 97 : 潜入と暗号 (Sen'nyū to angō) - Chapitre 98 : 大連前夜 (Dairen zen'ya) - Chapitre 99 : 港町・大連 (Minatochō dairen) - Chapitre 100 : ビジネスマン (Bijinesuman) |                 |                   |                  |                   |

## Réception
En février 2022, le manga a dépassé les 700 000 exemplaires en circulation. En avril 2022, le manga a dépassé les 1 000 000 exemplaires en circulation.

### Sources
1. ↑  (ja) « 満州の地で兵士がアヘンに手を染めるクライムサスペンス「満州アヘンスクワッド」 », sur natalie.mu,‎ 9 avril 2020 (consulté le 8 mars 2022)
2. ↑  (ja) « ＃６４　漢人からの礼品 », sur comic-days.com,‎ 9 septembre 2021 (consulté le 8 mars 2022)
3. ↑  (ja) « 劇薬級のクライムサスペンス、第1〜64話まで9日間無料開放！ », sur yanmaga.jp,‎ 18 septembre 2021 (consulté le 8 mars 2022)
4. ↑  « Le manga Manchuria Opium Squad aux éditions VEGA-Dupuis », sur nautiljon.com, 29 septembre 2021 (consulté le 8 mars 2022)
5. ↑  (ja) « 満州アヘンスクワッド：70万部突破記念 », sur mantanweb.jp,‎ 20 février 2022 (consulté le 9 mars 2022)
6. ↑  (ja) « 累計100万部突破目前!! 巻頭カラー！✨ », sur Twitter,‎ 18 avril 2022 (consulté le 22 juin 2022)

### Œuvres
Édition japonaise
1. 1 2  Tome 1
2. 1 2  Tome 2
3. 1 2  Tome 3
4. 1 2  Tome 4
5. 1 2  Tome 5
6. 1 2  Tome 6
7. 1 2  Tome 7
8. 1 2  Tome 8
9. 1 2  Tome 9

Édition française
1. 1 2  Tome 1
2. 1 2  Tome 2
3. 1 2  Tome 3
4. 1 2  Tome 4